# Omaggio a Puvis de Chavannes
Omaggio a Puvis de Chavannes (Paysage avec "Le Pauvre Pêcheur" de Puvis de Chavannes) è un dipinto a olio su tavola (17,5x26,5 cm) realizzato nel 1881 dal pittore Georges-Pierre Seurat. È conservato nel Musée d'Orsay di Parigi.
Seurat prese spunto da "Il povero pescatore" un dipinto di Pierre Puvis de Chavannes. Il dipinto fu realizzato sul retro di un altro quadro "Paesaggio a Saint Ouen", esposto al Metropolitan Museum di New York; le due tavole furono separate il 9 maggio 1950 per essere vendute.